# Joseph Bercholz
Joseph Bercholz est un producteur de cinéma français d'origine russe, né le 4 janvier 1898 dans l'Empire russe, mort le 25 juillet 1981 dans le 8e arrondissement de Paris.

## Biographie
Joseph Bercholz et son associé Édouard Gide, ont fondé, en 1930, la société de production Les Films Gibé, retenant comme nom de société les premières syllabes de leurs deux noms, « Gi » et « Be ».

## Filmographie
- 1937 : Abus de confiance d'Henri Decoin
- 1938 : Gargousse d'Henry Wulschleger
- 1938 : Retour à l'aube d'Henri Decoin
- 1938 : Mon curé chez les riches de Jean Boyer
- 1939 : Ils étaient neuf célibataires de Sacha Guitry
- 1940 : L'Homme qui cherche la vérité d'Alexander Esway
- 1945 : Steppin' in Society d'Alexander Esway
- 1945 : Behind City Lights de John English
- 1946 : Au petit bonheur de Marcel L'Herbier
- 1946 : La Symphonie pastorale de Jean Delannoy
- 1948 : Aux yeux du souvenir de Jean Delannoy
- 1951 : Le Garçon sauvage de Jean Delannoy
- 1951 : La Belle que voilà de Jean-Paul Le Chanois
- 1953 : Le Bon Dieu sans confession de Claude Autant-Lara
- 1953 : La Route Napoléon de Jean Delannoy
- 1954 : Obsession de Jean Delannoy
- 1955 : Chiens perdus sans collier de Jean Delannoy
- 1956 : Marie-Antoinette reine de France de Jean Delannoy
- 1956 : Elena et les Hommes de Jean Renoir
- 1957 : L'amour est en jeu de Marc Allégret
- 1959 : Le Grand Chef d'Henri Verneuil
- 1959 : Guinguette de Jean Delannoy
- 1960 : La Main chaude de Gérard Oury
- 1960 : Le Passage du Rhin d'André Cayatte
- 1962 : Les Sept Péchés capitaux, film à sketches
- 1962 : Mandrin, bandit gentilhomme de Jean-Paul Le Chanois
- 1967 : Le Plus Vieux Métier du monde, film à sketches